# 望月淳
望月 淳（12月22日—）是日本漫畫家，神奈川縣出身。女性。作品多發表在《月刊GFantasy》（Square Enix）中。

## 簡介
- 自畫像是一隻留著八字鬍的黑貓。
- 第三回S.E漫畫大獎入選漫畫家。
- 出道作品《Crimson-Shell》（中譯名為《薔薇魔女》，單行本1卷，已完結）
- 彩圖的構圖，是不使用PC來處理的。主要使用壓克力顏料，水彩，及Copic筆來作畫。

## 作品
- （中譯名為「潘朵拉之心」，短篇作品，於「月刊GFantasy」2005年1月號發表，收錄在Pandora Hearts8 卷）
- 《Crimson-Shell》（「月刊GFantasy」2005年9月號 -2006年2月號，全1卷）
- 《Pandora Hearts》（中譯為《潘朵拉之心》，於「月刊GFantasy」2006年6月號 - 2015年3月18號完結）
- 《瓦尼塔斯的手札》（月刊GANGAN JOKER 2016年1月號 - ）

## 公式書
- PandoraHearts Official Guide 8.5 mine of mine
- PandoraHearts Official Guide 18.5 ~Evidence~

## 畫冊
- PandoraHearts～odds and ends～
- PandoraHearts～there is～

## 插畫
- 《忘却の覇王 ロラン》（原作：吉野匠，揭載於GANGAN NOVELS）
- 小説 PandoraHearts 〜Caucus race〜（著：若宮シノブ、Gファンタジーノベルズ）

## 外部連結
- 望月淳部落格 （页面存档备份，存于） （日語）